# Cabezas Bajas
Cabezas Bajas es un poblado del municipio de Navatejares sita en la provincia de Ávila (Castilla y León, España). Originalmente se trataba de varias construcciones en piedra utilizadas por pastores de la zona. Actualmente se ubican en la aldea varias casas rurales. Se encuentra dentro del Parque Regional de Sierra de Gredos a 5 kilómetros de El Barco de Ávila, siendo las poblaciones más próximas Navatejares, a 1,9 km, Cabezas a 2,5 km y Navalmoro, a 2,3 km.